# Pleurothallis dichroa
Pleurothallis dichroa är en orkidéart som beskrevs av Heinrich Gustav Reichenbach. Pleurothallis dichroa ingår i släktet Pleurothallis och familjen orkidéer. Inga underarter finns listade i Catalogue of Life.